# Buysscheure
Buysscheure [bɥiskœʁ] est une commune française, située dans le département du Nord en région Hauts-de-France.

## Géographie

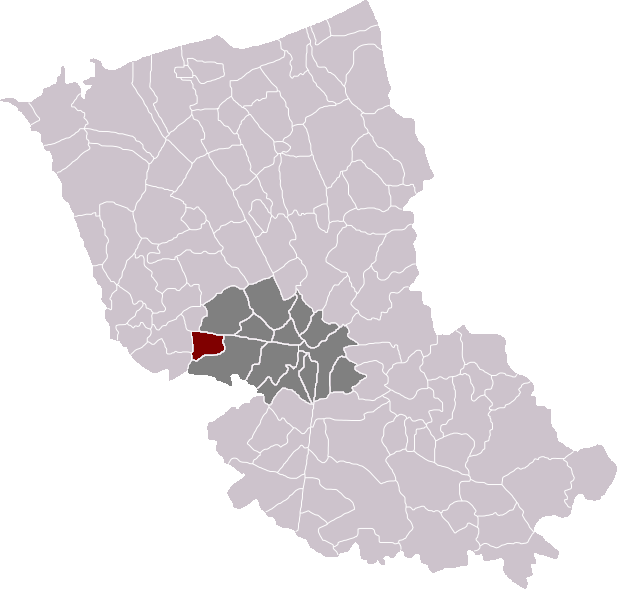
Buysscheure dans son canton et son arrondissement

### Communes limitrophes
| Broxeele   | Rubrouck    |            |
| Lederzeele | Buysscheure |            |
| Nieurlet   |             | Noordpeene |

### Hydrographie

#### Réseau hydrographique
La commune est située dans le bassin Artois-Picardie. Elle est drainée par l'Yser, la Poel Becque et le Paradis,,.
L'Yser est un cours d'eau transfrontalier franco-belge, d'une longueur de 70 km en France, prend sa source dans la commune. Il s'écoule vers la Mer du Nord, en traversant les Flandres française et belge, et s'y jette à Nieuport en Belgique, dans un estuaire très artificialisé. 

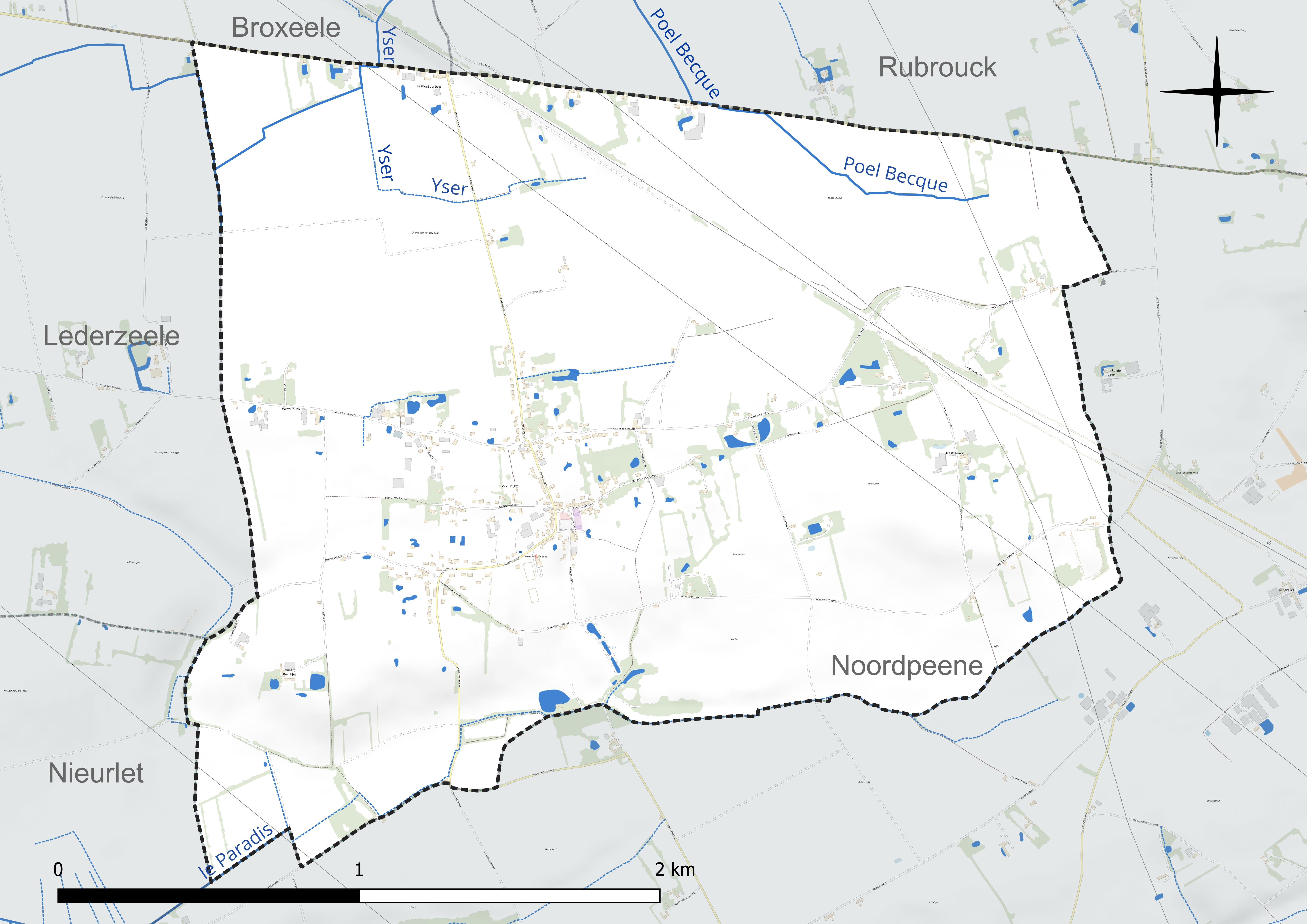
Réseau hydrographique de Buysscheure.

#### Gestion et qualité des eaux
Le territoire communal est couvert par le schéma d'aménagement et de gestion des eaux (SAGE) « Yser ». Ce document de planification concerne un territoire de 381 km2 de superficie, délimité par le bassin versant de l'Yser en France. Le périmètre a été arrêté le 8 novembre 2005 et le SAGE proprement dit a été approuvé le 30 novembre 2016. La structure porteuse de l'élaboration et de la mise en œuvre est l'Union syndicale d'aménagement hydraulique du Nord (USAN). 
La qualité des cours d'eau peut être consultée sur un site dédié géré par les agences de l'eau et l'Agence française pour la biodiversité. 

### Climat
Pour des articles plus généraux, voir Climat des Hauts-de-France et Climat du Nord.
En 2010, le climat de la commune est de type climat océanique altéré, selon une étude du CNRS s'appuyant sur une série de données couvrant la période 1971-2000. En 2020, Météo-France publie une typologie des climats de la France métropolitaine dans laquelle la commune est exposée à un climat océanique et est dans la région climatique  Côtes de la Manche orientale, caractérisée par un faible ensoleillement (1 550 h/an) ; forte humidité de l'air (plus de 20 h/jour avec humidité relative > 80 % en hiver), vents forts fréquents. 
Pour la période 1971-2000, la température annuelle moyenne est de 10,5 °C, avec une amplitude thermique annuelle de 13,7 °C. Le cumul annuel moyen de précipitations est de 796 mm, avec 12,5 jours de précipitations en janvier et 8,2 jours en juillet. Pour la période 1991-2020, la température moyenne annuelle observée sur la station météorologique la plus proche, située sur la commune de Watten à 9 km à vol d'oiseau, est de 11,3 °C et le cumul annuel moyen de précipitations est de 822,8 mm,. Pour l'avenir, les paramètres climatiques de la commune estimés pour 2050 selon différents scénarios d'émission de gaz à effet de serre sont consultables sur un site dédié publié par Météo-France en novembre 2022.

## Urbanisme

### Typologie
Au 1er janvier 2024, Buysscheure est catégorisée commune rurale à habitat dispersé, selon la nouvelle grille communale de densité à sept niveaux définie par l'Insee en 2022.
Elle est située hors unité urbaine et hors attraction des villes,.

### Occupation des sols
L'occupation des sols de la commune, telle qu'elle ressort de la base de données européenne d'occupation biophysique des sols Corine Land Cover (CLC), est marquée par l'importance des territoires agricoles (92,6 % en 2018), en diminution par rapport à 1990 (100 %). La répartition détaillée en 2018 est la suivante : 
terres arables (84,3 %), prairies (8,3 %), zones urbanisées (7,4 %). L'évolution de l'occupation des sols de la commune et de ses infrastructures peut être observée sur les différentes représentations cartographiques du territoire : la carte de Cassini (XVIIIe siècle), la carte d'état-major (1820-1866) et les cartes ou photos aériennes de l'IGN pour la période actuelle (1950 à aujourd'hui).

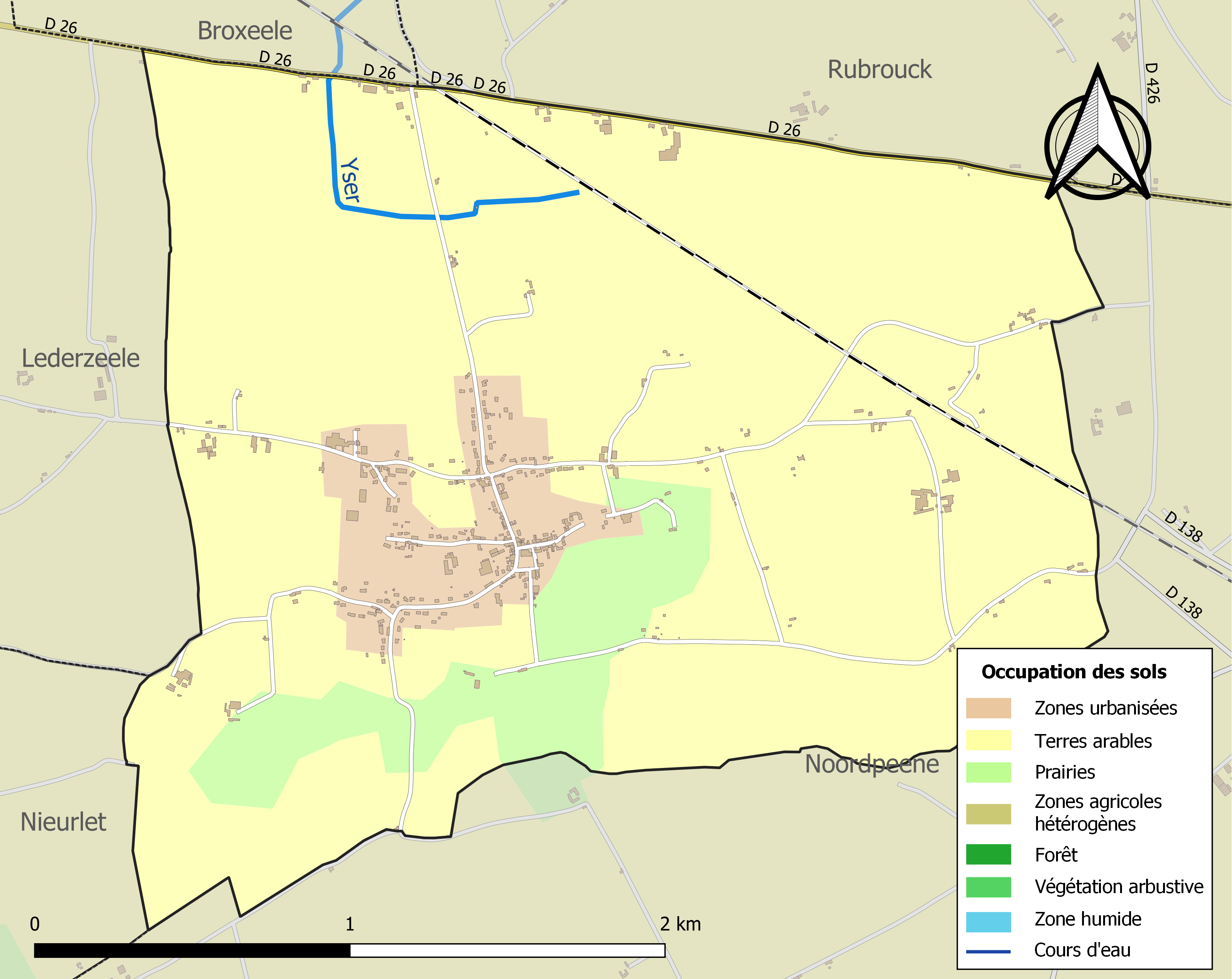
Carte des infrastructures et de l'occupation des sols de la commune en 2018 (CLC).

## Histoire
Vers 1209, Walter ou Wautier de Buscure donne la dîme de Volckerinckhove à l'abbaye de Watten. En 1209, Guillaume châtelain de Saint-Omer (maison de Saint-Omer) déclare se porter caution de lui pour cette dîme. En 1213, cette dîme va être donnée, avec l'accord du prévôt de l'abbaye de Watten, à l'abbaye de Ravensberghe.
En 1210, Aélis de Tenremonde (épouse de Gautier de Termonde), dame de Boiscure reconnait devoir à l'abbaye de Ravensberghe 300 livres; plusieurs personnes se portent caution pour le paiement de cette somme. Son fils Gérard est seigneur de Grimberghe (Grimbergen?).
En 1225, Walter de Buisscheure et Pétronille sa femme, (en 1228, sa femme est dite s'appeler Perine), confirment la vente d'une dîme se prélevant à Ochtezeele, faite à l'abbaye Saint-Winoc de Bergues, par Jean fils de Béline et sa femme. Adam, évêque des Morins (évêque de Thérouanne) confirme la vente.
Avant la Révolution française, la paroisse était incluse dans le diocèse de Thérouanne, puis à la disparition de celui-ci dans le diocèse de Saint-Omer.

## Toponymie
- Le nom de Buysscheure viendrait de busk (bois) et skurjon (grange) donc il signifierait "la grange au bois".
- 1200 : Buiscura, 1254 : Boiscure (cartulaire de Watten)[23]
- Buischure ou Buisscheure en néerlandais[24].

## Héraldique
|  | Les armes de Buysscheure se blasonnent ainsi :"De gueules au chevron d'or, accompagné de trois coquilles du même, et une bordure aussi d'or." |

## Politique et administration
Maire de 1802 à 1807 : Loock,.
Maire en 1808 : Derudder.
Maire en 1854 : Mr Barbier.
Maire en 1883 : P. Drieux.
Maire de 1887 à 1900 : B. Devynck.
Maire de 1908 à 1914 : Alfred Cooche.
Maire de 1922 à 1929 : L. Drieux.
Maire de 1929 à 1939 : L. Heneman.
Maire de 1951 à 1959 : G. Drieux.

Maire de 1959 à 1965 : Raymond Heens.
| Période                                  | Période   | Identité                                    | Étiquette | Qualité                  |
| ---------------------------------------- | --------- | ------------------------------------------- | --------- | ------------------------ |
| avant 1861                               | 1871      | Louis Antoine BARBIER                       |           | cultivateur              |
| 1871                                     | 1875      | Pierre Jacques DEVULDER                     |           | propriétaire cultivateur |
| 1875                                     |           | Pierre François Ignace DRIEUX               |           | propriétaire cultivateur |
|                                          |           |                                             |           |                          |
| 1900                                     | 1908      | Henri Dewagemacker                          |           |                          |
| 1965                                     | 1983      | Daniel Vanelle                              |           |                          |
| 1983                                     | mars 2001 | Jean Vanelle                                |           |                          |
| mars 2001                                | mars 2014 | Christian Wullens                           |           |                          |
| 2014                                     | En cours  | Marc Deheele Réélu pour le mandat 2020-2026 | SE        |                          |
| Les données manquantes sont à compléter. |           |                                             |           |                          |

## Population et société

### Démographie

#### Évolution démographique
L'évolution du nombre d'habitants est connue à travers les recensements de la population effectués dans la commune depuis 1793. Pour les communes de moins de 10 000 habitants, une enquête de recensement portant sur toute la population est réalisée tous les cinq ans, les populations de référence des années intermédiaires étant quant à elles estimées par interpolation ou extrapolation. Pour la commune, le premier recensement exhaustif entrant dans le cadre du nouveau dispositif a été réalisé en 2006.

En 2022, la commune comptait 580 habitants, en stagnation par rapport à 2016 (Nord : +0,51 %, France hors Mayotte : +2,11 %).
| 1793 | 1800 | 1806 | 1821 | 1831 | 1836 | 1841 | 1846 | 1851 |
| ---- | ---- | ---- | ---- | ---- | ---- | ---- | ---- | ---- |
| 764  | 724  | 846  | 926  | 903  | 875  | 865  | 851  | 844  |

| 1856 | 1861 | 1866 | 1872 | 1876 | 1881 | 1886 | 1891 | 1896 |
| ---- | ---- | ---- | ---- | ---- | ---- | ---- | ---- | ---- |
| 826  | 821  | 801  | 795  | 794  | 793  | 790  | 766  | 822  |

| 1901 | 1906 | 1911 | 1921 | 1926 | 1931 | 1936 | 1946 | 1954 |
| ---- | ---- | ---- | ---- | ---- | ---- | ---- | ---- | ---- |
| 700  | 683  | 670  | 609  | 574  | 504  | 504  | 515  | 470  |

| 1962 | 1968 | 1975 | 1982 | 1990 | 1999 | 2006 | 2011 | 2016 |
| ---- | ---- | ---- | ---- | ---- | ---- | ---- | ---- | ---- |
| 453  | 407  | 376  | 405  | 419  | 453  | 502  | 517  | 580  |

| 2021 | 2022 | - | - | - | - | - | - | - |
| ---- | ---- | - | - | - | - | - | - | - |
| 590  | 580  | - | - | - | - | - | - | - |

#### Pyramide des âges
La population de la commune est relativement jeune.
En 2018, le taux de personnes d'un âge inférieur à 30 ans s'élève à 38,8 %, soit en dessous de la moyenne départementale (39,5 %). À l'inverse, le taux de personnes d'âge supérieur à 60 ans est de 22,7 % la même année, alors qu'il est de 22,5 % au niveau départemental.
En 2018, la commune comptait 306 hommes pour 285 femmes, soit un taux de 51,78 % d'hommes, largement supérieur au taux départemental (48,23 %).
Les pyramides des âges de la commune et du département s'établissent comme suit.
| Hommes | Classe d’âge | Femmes |
| ------ | ------------ | ------ |
| 0,7    | 90 ou +      | 0,7    |
| 5,3    | 75-89 ans    | 7,1    |
| 15,7   | 60-74 ans    | 16,1   |
| 18,0   | 45-59 ans    | 17,8   |
| 20,0   | 30-44 ans    | 21,1   |
| 15,7   | 15-29 ans    | 18,2   |
| 24,7   | 0-14 ans     | 18,9   |

| Hommes | Classe d’âge | Femmes |
| ------ | ------------ | ------ |
| 0,5    | 90 ou +      | 1,4    |
| 5,3    | 75-89 ans    | 8,1    |
| 14,8   | 60-74 ans    | 16,2   |
| 19,1   | 45-59 ans    | 18,4   |
| 19,5   | 30-44 ans    | 18,7   |
| 20,7   | 15-29 ans    | 19,1   |
| 20,2   | 0-14 ans     | 18     |

## Culture et patrimoine

### Lieux et monuments
- Les différents sentiers et bocages pédestres avec parcours balisés allant de Buysscheure aux villages voisins. Un chemin de randonnée pédestre de 7 km , « Vers le paradis », emmène dans la campagne environnante[43]. Un autre de 16 km, « Du bocage au marais », emmène jusqu'au marais audomarois[44],
- la source de l'Yser (point de départ du Sentier de grande randonnée 130),
- la communauté d'Yser Houck,
- l'église Saint-Jean-Baptiste,
- le monument aux morts.

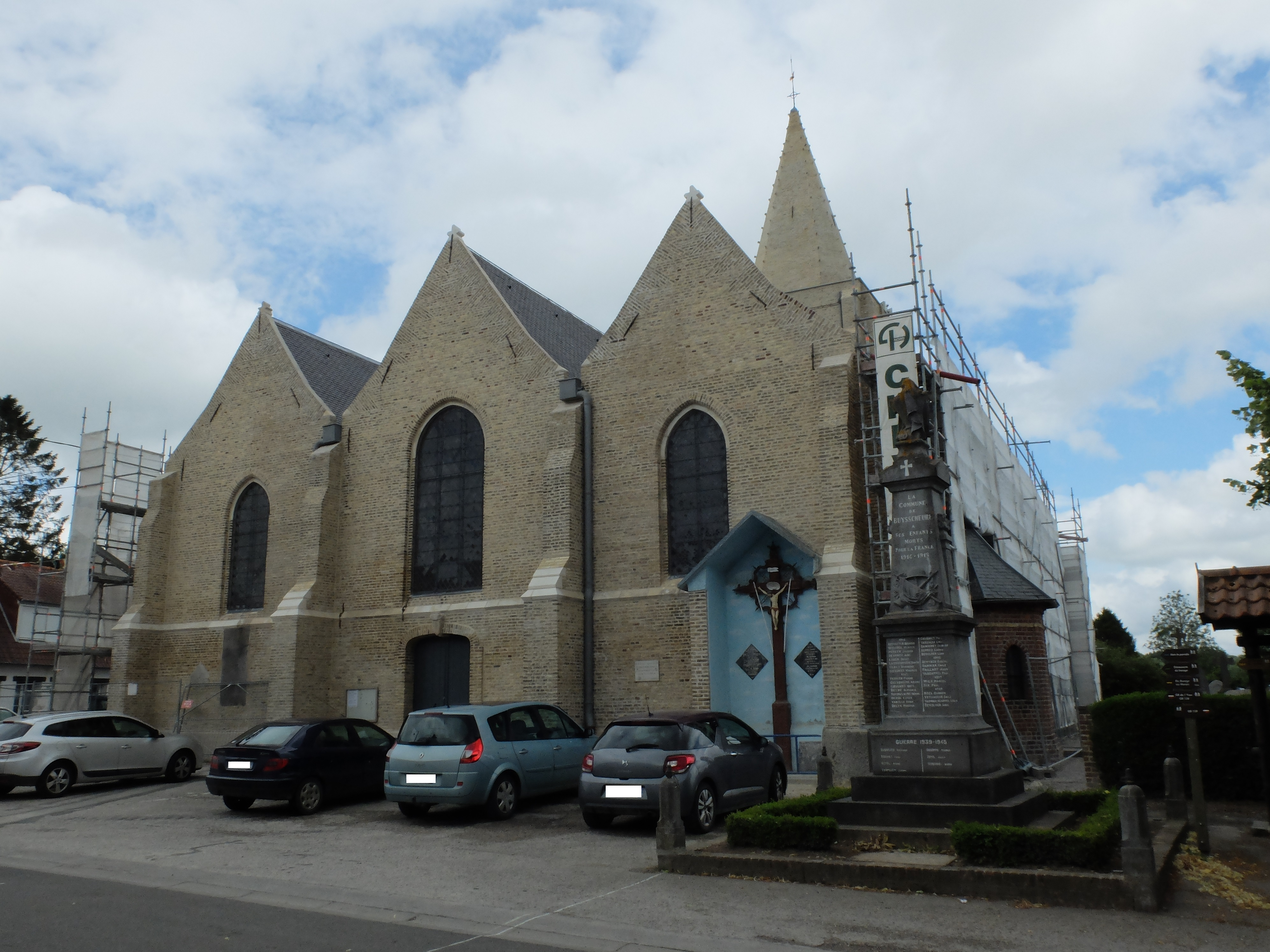
L'église Saint-Jean-Baptiste.
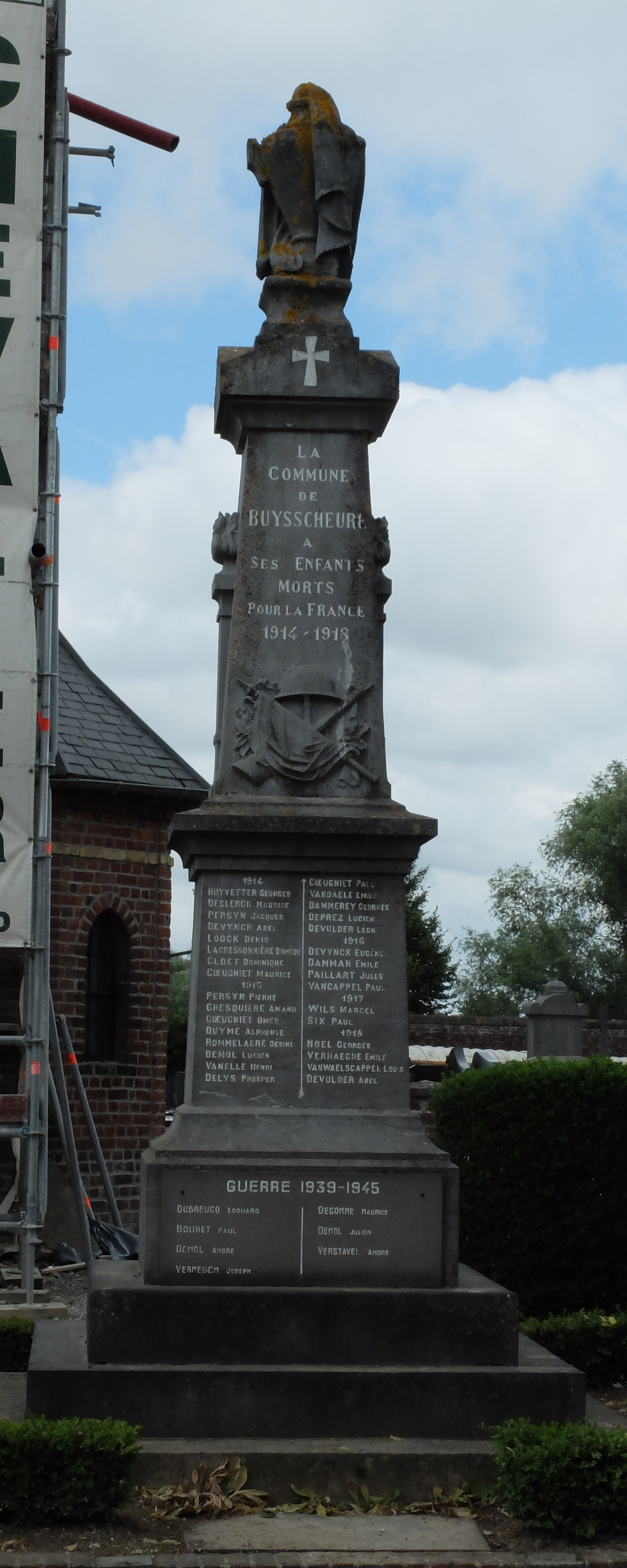
Le monument aux morts.
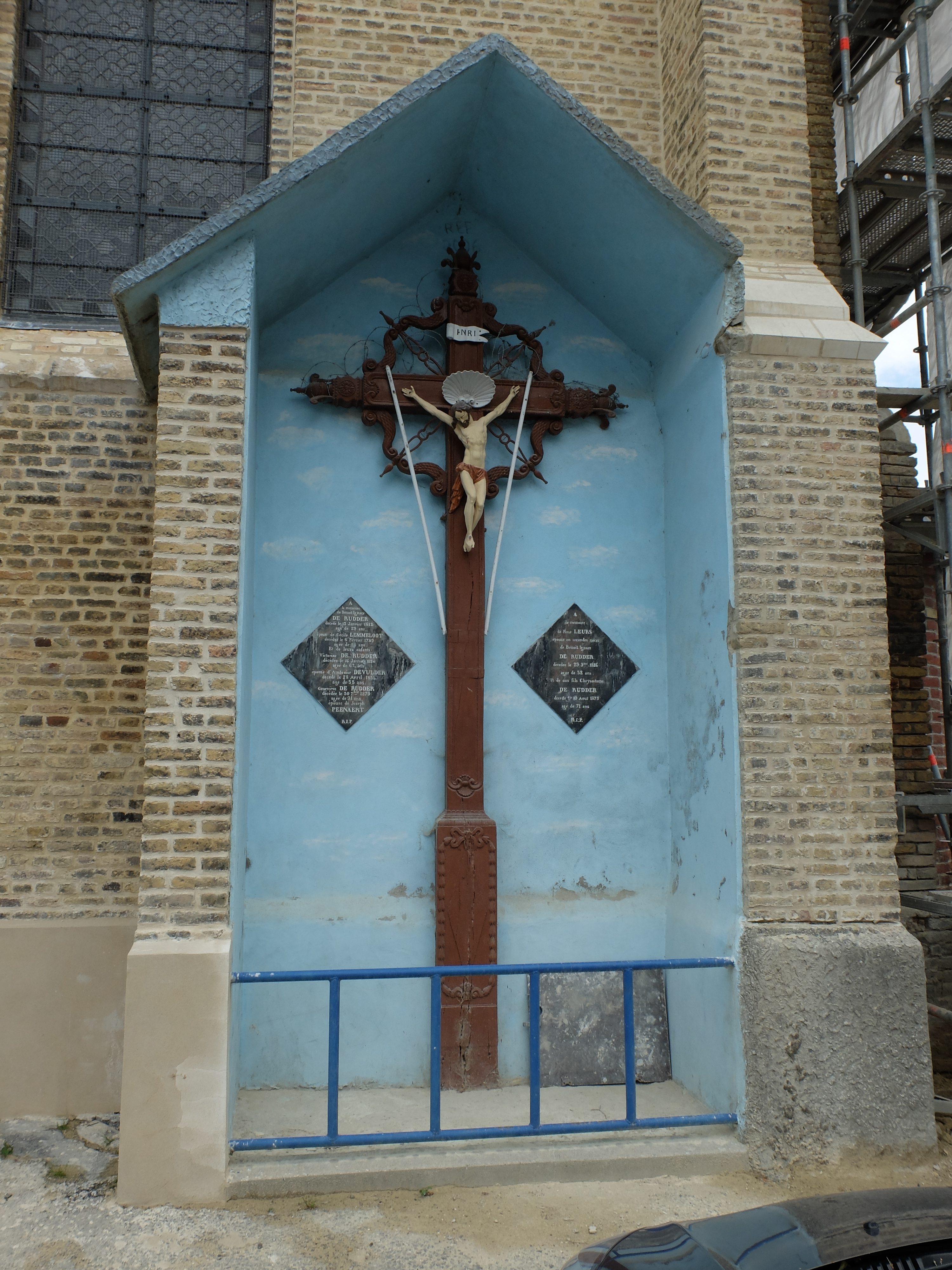
Le calvaire de l'église.

### Langue flamande
Buysscheure fait partie des villages où le flamand de France était couramment parlé dans le passé. Afin de préserver cette culture, une expérimentation est lancée en 2007 par le Rectorat de Lille pour assurer un enseignement d'une heure de flamand par semaine, dans les écoles publiques du CE2 au CM2. Les communes de Wormhout, Volckerinckhove et les regroupements pédagogiques intercommunaux de Noordpeene, Buysscheure, Ochtezeele ont accepté d'y participer. L'enseignement fondé sur le volontariat, deux tiers des familles y souscrivent, a été donné par le maire de Wormhout, Frédéric Devos, professeur des écoles, de 2007 à 2019. Celui-ci a pris sa retraite en 2019 et n'a pas été remplacé pour l'année scolaire 2019-2020. Le 2 septembre 2020, il n'y avait pas encore de nomination pour cet enseignement pendant l'année scolaire 2020-2021, malgré les protestations des maires concernés, lesquels constataient le choix de plusieurs familles de scolariser leurs enfants en Belgique. Pour l'année scolaire 2021-2022, un appel à candidature a été lancé par le Rectorat en janvier 2021.

## Personnalités liées à la commune

### Seigneurs de Buysscheure
- Vers 1210, Adelize, dame de Buysscheure est d'abord l'épouse de Gautier II de Tenremonde (Liste des seigneurs de Termonde), puis  devenue veuve, se marie avec Gérard II, seigneur de Grimberghen[47].
- Christophe Louis de Beauffort, de la famille de Beauffort, une famille d'ancienne noblesse d'Artois ayant eu des membres reçues dans les chapitres de chanoinesses des Pays-Bas, est en 1716 seigneur de Busschure, Nordausque, etc. et grand bailli d'épée de Saint-Omer. Christophe Louis de Beauffort est le neveu à  la mode de Bretagne (Parenté à la mode de Bretagne) de Charles Adrien de Croix, comte de Croix, qui n'a pas d'héritier mâle. Christophe Louis de Beauffort épouse Claire Angélique de Croix, fille aînée de Charles Adrien de Croix. Celui-ci donne en cadeau de mariage à Christophe Louis de Beauffort le comté de Croix, une des terres les plus considérables de la châtellenie de Lille mais il demande que le nom de Croix continue de vivre. Christophe Louis de Beauffort s'est donc adressé au roi pour le supplier de lui accorder le titre de comte en lui permettant d'appliquer ce titre sur la terre de Buschure ou une autre de ses terres et de porter une couronne de marquis sur l'écu de ses armes (le port de cette couronne était un avantage accordé aux comtes de Croix depuis 1682). Les lettres accordant les autorisations demandées sont émises en mai 1716 à Paris[48]. Christophe Louis de Beauffort reçoit en juillet 1733, des lettres royales,émises à Compiègne, érigeant en comté les terres de Moulle, où réside Christophe Louis de Beauffort, la seigneurie de Houlle et de Busschure , tenues du château de Saint-Omer sous dénomination de comté de Beauffort au profit de Christophe Louis de Beauffort. En échange, Christophe Louis s'engage à donner la terre et le comté de Croix qu'il possède également et dont il avait hérité sous la condition d'en prendre le nom et les armes, à un de ses cadets qui en portera le nom et les armes pour que la donation de comté de Croix ait son effet[49].

### Autres personnalités
- Tisje Tasje 1765- 1842

## Pour approfondir